# Wivina Demeester
Wivina C.F. Demeester-De Meyer (ur. 13 grudnia 1943 w Aalst) – belgijska oraz flamandzka polityk oraz samorządowiec, parlamentarzystka krajowa i regionalna, minister w rządzie federalnym i flamandzkim.

## Życiorys
Z wykształcenia inżynier rolnictwa, kształciła się na Uniwersytecie w Gandawie. Pracowała jako nauczycielka.
Podjęła działalność polityczną w ramach Chrześcijańskiej Partii Ludowej (przekształconej później w partię Chrześcijańscy Demokraci i Flamandowie). W latach 1974–1995 zasiadała w federalnej Izbie Reprezentantów. Od 1974 była również członkinią Cultuurraad, a od 1980 do 1995 wchodziła w skład powstałej w miejsce tego organu Rady Flamandzkiej. Od listopada 1985 do maja 1988 była sekretarzem stanu do spraw zdrowia i osób niepełnosprawnych w rządzie federalnym. Następnie do września 1991 pełniła funkcję sekretarza stanu do spraw finansów w belgijskim gabinecie. Od września 1991 do stycznia 1992 wchodziła w skład dziewiątego rządu Wilfrieda Martensa jako minister budżetu i polityki naukowej. Później do 1999 była ministrem w rządzie regionalnym, gdzie odpowiadała m.in. za finanse i budżet. W latach 1999–2004 sprawowała mandat deputowanej do Parlamentu Flamandzkiego. Przez kilkanaście lat była też radną miejscowości Zoersel, kończąc pełnienie funkcji radnej w 2006.